# Широкое (Скадовский район)
Широ́кое (укр. Широке) — село в Скадовской городской общине Скадовского района Херсонской области Украины. В 2022 году, во время вторжения России в Украину, село было оккупировано российскими войсками.
Расположено в 10 км к северу от районного центра города Скадовск.

## Население
Население по переписи 2001 года составляло 1347 человек.

### Языковой состав
Родной язык населения по данным переписи 2001 года:
| Язык       | Численность, чел. | Доля     |
| ---------- | ----------------- | -------- |
| Украинский | 1 185             | 87,97 %  |
| Русский    | 105               | 7,80 %   |
| Армянский  | 43                | 3,19 %   |
| Другое     | 14                | 1,04 %   |
| Итого      | 1 347             | 100,00 % |

## Известные жители и уроженцы
- Романюк Александр Иванович (род. 1933) — Герой Социалистического Труда.
- Бордунов, Алексей Николаевич